# Târgușor (okręg Kluż)
Târgușor – wieś w Rumunii, w okręgu Kluż, w gminie Sânmărtin. W 2011 roku liczyła 98 mieszkańców.